# Adélaïde de Löwenstein-Wertheim-Rosenberg
Pour les articles homonymes, voir Adélaïde et Löwenstein (homonymie).
Titre
Épouse du prétendant au trône de Portugal
24 septembre 1851 – 14 novembre 1866
(15 ans, 1 mois et 21 jours)
Adélaïde de Löwenstein-Wertheim-Rosenberg (en allemand : Adelheid von Löwenstein-Wertheim-Rosenberg et en portugais : Adelaide de Löwenstein-Wertheim-Rosenberg), princesse de Löwenstein puis portant, par son mariage, le titre de courtoisie de « duchesse de Bragance », est née le 3 avril 1831 à Kleinheubach, dans le Royaume de Bavière, et décédée le 16 décembre 1909 à Ryde, au Royaume-Uni. Épouse du roi déchu Michel Ier de Portugal, elle est reconnue « reine » par les miguelistes.

## Famille
Issue d'une branche morganatique de la Maison de Wittelsbach dont les états furent médiatisés sous l'autorité du Premier Consul français Napoléon Bonaparte lors du recès d'Empire de 1803, la princesse Adélaïde est la fille du prince héréditaire Constantin de Löwenstein-Wertheim-Rosenberg (1802–1838) et de son épouse la princesse Agnès de Hohenlohe-Langenbourg (1804-1833).
Elle est la nièce de la princesse Théodora de Leiningen, demi-sœur de la reine Victoria et épouse de son oncle Ernest. Cela en fait une proche cousine de la futur impératrice d’Allemagne Augusta-Victoria (petite-fille d’Ernest et Théodora).
La princesse a un frère cadet, le prince Charles de Löwenstein-Wertheim-Rosenberg, héritier du titre, qui, veuf en 1861 et père d'une nombreuse famille, entrera en 1907 dans l'Ordre dominicain et s'étendra au couvent de Venlo aux Pays-Bas.
Orpheline de bonne heure, la princesse Adélaïde et son frère grandissent auprès de son grand-père paternel, le prince Charles-Thomas de Löwenstein-Wertheim-Rosenberg (1783–1849).  La princesse contracte une union prestigieuse en épousant le jour de ses 20 ans l'ex-roi Michel Ier de Portugal,  fils du roi Jean VI de Portugal (1767-1826) et de son épouse l'infante Charlotte Joachime d'Espagne (1775-1830).
Cependant, le souverain déchu a 29 ans de plus que son épouse et il est une figure controversée du gotha européen : fervent absolutiste, il a en effet cherché à renverser son père en 1824 (Abrilada) puis sa propre nièce, la reine Marie II, à qui il était fiancé au moment de la Guerre civile portugaise.
De cette union naissent sept enfants :
- Marie des Neiges (1852-1941), « infante de Portugal », qui épouse, en 1871, Alphonse Charles de Bourbon (1849-1936), « duc de San Jaime », prétendant carliste au trône d'Espagne et prétendant légitimiste au trône de France ;
- Michel (1853-1927), « duc de Bragance » et prétendant migueliste au trône de Portugal, qui épouse, en 1878, Élisabeth de Tour et Taxis (1860-1881) avant de se remarier, en 1893, à la princesse Marie-Thérèse de Löwenstein-Wertheim-Rosenberg (1870-1935) ;
- Marie-Thérèse (1855-1944), « infante de Portugal », qui épouse l'archiduc Charles-Louis d'Autriche (1833-1896) ;
- Marie-Josèphe (1857-1943), « infante de Portugal », qui épouse, en 1874, Charles-Théodore en Bavière (1839-1909) ;
- Aldegonde de Jésus (1858-1946), « infante de Portugal » et « duchesse de Guimarães », qui épouse, en 1876, Henri de Bourbon-Parme (1851-1905), comte de Bardi ;
- Marie-Anne (1861-1942), « infante de Portugal » et régente de Luxembourg, qui épouse, en 1893, le grand-duc Guillaume IV de Luxembourg (1852-1912) ;
- Antonia (1862-1959), « infante de Portugal », qui épouse, en 1884, le duc déchu Robert Ier de Parme (1848-1907).

## Biographie

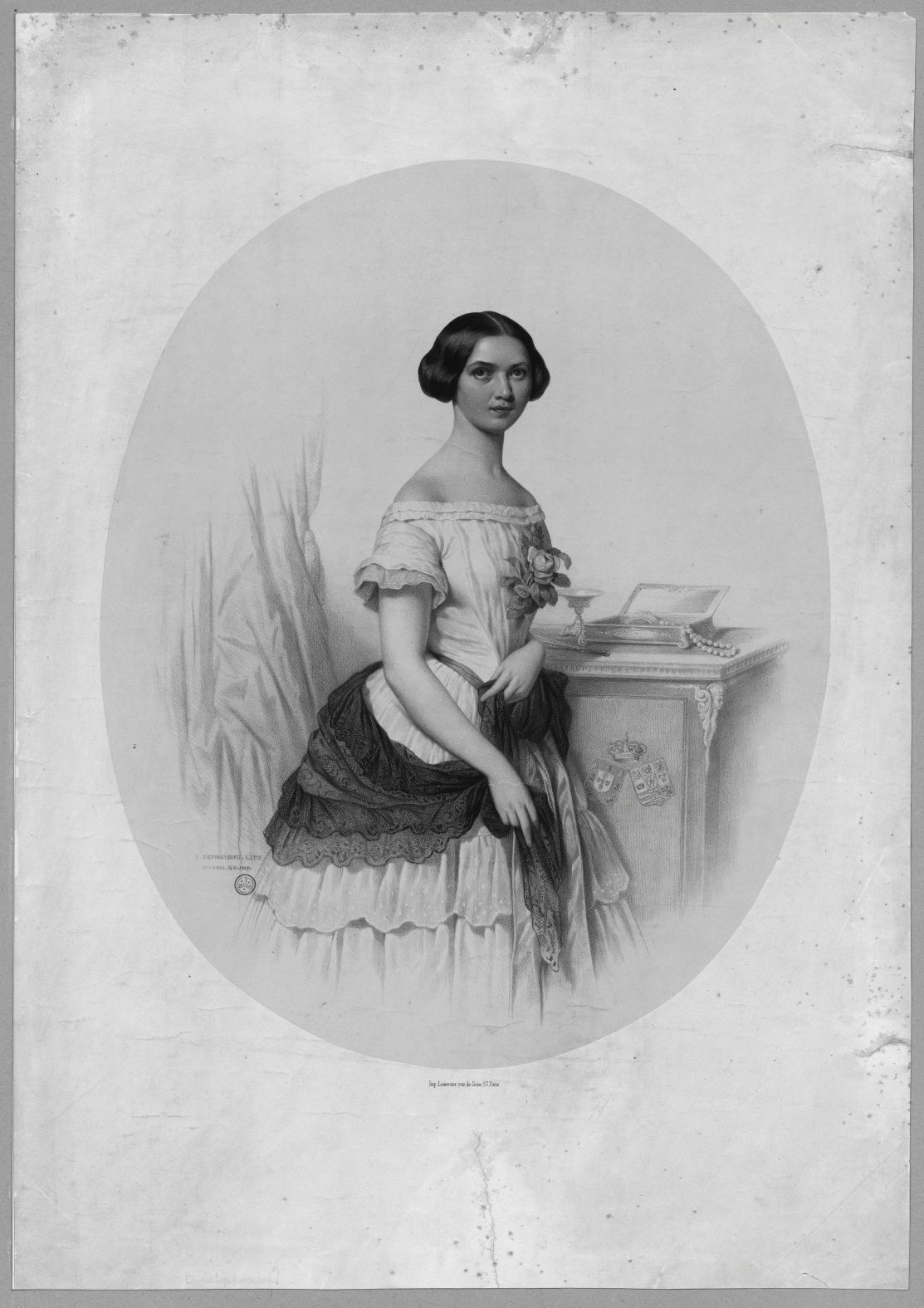
Adélaïde de Löwenstein-Wertheim-Rosenberg, Reine titulaire du Portugal, vers 1850 par un artiste inconnu.

Veuve en 1866, Adélaïde passe plusieurs années à chercher de bons partis pour ses enfants. Elle parvient ainsi à marier plusieurs d'entre eux à des parents proches de l'empereur François-Joseph Ier d'Autriche.
En 1895, deux ans après le mariage de la dernière de ses filles, Adélaïde se retire à l'abbaye Sainte-Cécile de Solesmes, en France. Avec la montée de l'anticléricalisme républicain, la communauté quitte l'hexagone pour s'installer à Cowes puis à Ryde, au Royaume-Uni. C'est dans cette ville que la princesse s'éteint, le 16 décembre 1909, à l'âge de 76 ans.
En 1967, les dépouilles mortelles de la princesse et de son époux sont transférées au Panthéon royal des Bragance du monastère de Saint-Vincent de Fora de Lisbonne.
Comme tant de ses semblables (qui sont parfois ses parentes), la princesse Adélaïde peut être considérée comme une des grand-mères de l'Europe dynastique.
La princesse est l'ancêtre du roi Philippe de Belgique, du grand-duc Henri de Luxembourg, du prince Jean Adam II de Liechtenstein et de différents chefs de Maisons anciennement régnantes : l'archiduc Charles d'Autriche, l'infant Edouard de Portugal, duc de Bragance, le prince Emmanuel-Philibert de Savoie, la princesse Margareta de Roumanie, le duc François de Bavière, le duc Charles de Bourbon-Parme.
Si, seule sa fille Marie-Anne, qui fut régente lors de la maladie du grand-duc Guillaume IV de Luxembourg, exerça des fonctions politiques, toutes ses filles eurent une influence morale non négligeable sur leur entourage. Par exemple, sa fille aînée Marie-des-Neiges deviendra la figure de proue du mouvement carliste. De plus, nombre de ses petites-filles embrassèrent l'état religieux et le procès en béatification de l'impératrice d'Autriche Zita de Bourbon-Parme est en cours.